# Помутнение (фильм)
«Помутнение» (англ. A Scanner Darkly, 2006) — американский анимационно-игровой полнометражный художественный фильм Ричарда Линклейтера, поставленный по мотивам одноимённого романа Филипа К. Дика.
Для производства фильма использовался приём под названием ротоскопирование: художники-аниматоры прорисовали каждый кадр поверх реального. Этот художественный приём позволил дорисовывать некоторые элементы, которых в реальных съёмках не было: галлюцинации главных героев, футуристические костюмы, а также передать особое восприятие реальности главным героем.

## Сюжет
Действие фильма разворачивается в США в недалёком будущем (по фильму — в 2013 году). Распространение наркотиков приобрело катастрофические масштабы: около 20 % населения страны являются хроническими наркоманами. Отдел полиции по борьбе с наркотрафиком пытается внедрить в среду наркоманов «крота». Уровень секретности операции таков, что даже куратор операции не знает настоящего имени и лица секретного агента — они общаются друг с другом, надев костюмы-«калейдоскопы», непрерывно меняющие внешность и голос человека. В результате наступает момент, когда спецагент Боб Арктор (Киану Ривз) получает задание следить за наркоманом Бобом Арктором — то есть, фактически, за самим собой. К этому времени он уже плотно подсел на новейший наркотик «вещество „Д“», неуклонно разрушающий его сознание, и слежка за самим собой уже не выглядит для него самым странным, что может произойти с человеком. Куратор операции и Арктор знают друг друга только по псевдонимам — Хэнк и Фред.
Арктор проживает в доме с двумя наркоманами. При этом один из них является осведомителем полиции, регулярно сообщающим сведения Хэнку и Фреду. Арктора часто навещает его знакомая девушка по имени Донна (Вайнона Райдер), тоже наркоманка. В связи с резким ухудшением здоровья Арктора помещают в лечебное учреждение организации «Новый путь». Оказывается, что «Новый путь» — это секта по производству наркотиков, в которой работают наркоманы, поступающие на лечение. Круговая порука вокруг наркотического оплота высока, и само доказательство нарушения закона настолько сложно, что руководство полиции принимает решение рискнуть своим сотрудником (Арктором) в надежде, что последний преодолеет наркотическую зависимость и восстановится достаточно, чтобы помочь в обличении преступников. Фильм заканчивается сценой, в которой начинает просыпаться затуманенный разум протагониста.

## В ролях
| Актёр                | Роль                          |
| -------------------- | ----------------------------- |
| Киану Ривз           | Боб Арктор                    |
| Роберт Дауни-младший | Джеймс Баррис                 |
| Вуди Харрельсон      | Эрни Локман                   |
| Вайнона Райдер       | Донна Хоутхорн                |
| Рори Кокрейн         | Чарлз Фрекк                   |
| Чембли Фергусон      | Медицинский помощник 2        |
| Анджела Роуна        | Медицинский помощник 1        |
| Митч Бэйкер          | Хозяин домика «Бурый медведь» |
| Лиза Мари Ньюмайер   | Конни                         |
| Дамеон Кларк         | Майк                          |
| Хьюго Перез          | Штатный «Нового пути»         |
| Джейсон Дуглас       | Управляющий «Нового пути»     |
| Марко Перелла        | Дональд                       |
| Алекс Джонс          | Уличный пророк с мегафоном    |